# Келли, Фергус

Лекция Фергуса Келли в МГУ (2007)

Фергус Келли (англ. Fergus Kelly) — ирландский историк и филолог, специалист по средневековому ирландскому праву; с 1999 года — редактор журнала Celtica.

## Научная работа
Ф. Келли издал несколько средневековых ирландских текстов, в том числе так называемое «Завещание Морана» (др.‑ирл. Audacht Morainn), «Суждения о пчёлах» (др.‑ирл. Bechbretha, в соавторстве с Т. Чарльзом-Эдвардсом). Затем занялся исследованием ирландского права; в этой области ему принадлежат две выдающиеся работы: «Путеводитель по древнему ирландскому праву» (A Guide to Early Irish Law) и «Сельское хозяйство древней Ирландии» (Early Irish Farming).
Целью «Путеводителя по древнему ирландскому праву» является сделать источники по древнеирландскому праву более доступными и понятными для широкой аудитории, так как корпус древнеирландских законов, изданный Д. Э. Бинчи, представлял собой дипломатическое издание без перевода. Книга содержит введение — краткий рассказ о древнеирландском обществе, словарь юридических терминов, а также краткий справочник по древнеирландскому произношению. «Путеводитель» организован по тематическому принципу: в отдельных главах говорится о правах лиц (женщин, детей, священников, поэтов), о правах, связанных с собственностью, контрактах, правонарушениях, связанных с насилием. В последних главах книги автор кратко рассказывает об основных юридических школах и рукописях юридических текстов. В приложении приведён перечень известных по названиям юридических трактатов с краткой библиографией. Проделанная Келли работа по «чтению и переработке шести томов туманного и архаичного юридического материала» заслужила высокую оценку .
«Сельское хозяйство древней Ирландии» также основано на древнеирландских законах: в книге описаны права, связанные с различными видами сельскохозяйственных животных (коровы, свиньи, овцы и тому подобное), растений, отражение в юридических текстах различных сельскохозяйственных работ. Ф. Келли является автором ряда других публикаций, посвящённых языку, культуре и праву раннесредневековой Ирландии.

### Основные публикации

#### Монографии
- Kelly F. A guide to early Irish law. — Dublin: Dublin Institute for Advanced Studies, 1988. — 358 с. — ISBN 0901282952.
- Kelly F. Early Irish farming: the evidence of the law-texts. — Dublin: Dublin Institute for Advanced Studies, 1997. — 770 с. — ISBN 1855001802.

#### Статьи
- Kelly F. The Old Irish tree list // Celtica 11 (1976) 107-24
- Kelly F. Early Irish law: the present state of research // Proceedings of the ninth international Celtic Congress / Ed. Pierre-Yves Lambert. Paris, 1994, 15-23
- Kelly F. Giolla na Naomh Mac Aodhagáin: a thirteenth-century legal innovator // Mysteries and solutions in Irish legal history / Ed. D. Greer and N. Dawson. Dublin 2001, 1-14
- Kelly F. The evil eye in early Irish law // Celtica 24 (2003), 34-9 онлайн